# Sternycha approximata
Sternycha approximata är en skalbaggsart som beskrevs av Dillon 1945. Sternycha approximata ingår i släktet Sternycha och familjen långhorningar.
Artens utbredningsområde är Costa Rica. Inga underarter finns listade i Catalogue of Life.